# Tamari Miyashiro
Tamari Miyashiro (* 8. Juli 1987 in Honolulu) ist eine US-amerikanische Volleyballspielerin. Sie gewann 2012 die olympische Silbermedaille.

## Karriere
Miyashiro, deren Mutter und Schwester an der University of Hawaiʻi ebenfalls Volleyball spielten, begann ihre Karriere an der Kalani High School in Honolulu. Während ihres Studiums spielte sie von 2006 bis 2009 im Team der University of Washington. Im Januar 2010 debütierte die Libera während einer Länderspiel-Reise nach China in der US-amerikanischen Nationalmannschaft. Zur Saison 2010/11 ging sie in die österreichische Liga zu SVS Post Schwechat. Mit dem Verein gewann sie 2011 die nationale Meisterschaft. Im gleichen Jahr siegte sie mit den USA beim Grand Prix und wurde Zweite beim World Cup. 2011/12 spielte sie in Polen bei BKS Stal Bielsko-Biała. Beim Grand Prix 2012 gelang den USA die Titelverteidigung. Anschließend nahm Miyashiro an den Olympischen Spielen in London teil und gewann mit der Nationalmannschaft die Silbermedaille. Ende 2012 wechselte sie zu Lokomotiv Baku und zu Beginn der Saison 2013/14 in die deutsche Bundesliga zu den Roten Raben Vilsbiburg, wo sie 2014 den DVV-Pokal gewann. Danach wechselte Miyashiro zum Ligakonkurrenten Allianz MTV Stuttgart, mit dem sie 2015 erneut deutsche Pokalsiegerin wurde. nach zwei deutschen Vizemeisterschaften 2015 und 2016 ging Miyashiro zurück in die USA, wo sie Co-Trainerin bei den Arizona State Sun Devils wurde.